# エスタニスラウ・ダ・シルバ

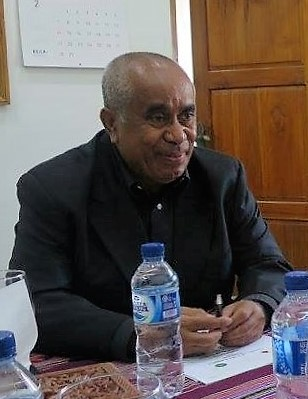

エスタニスラウ・ダ・シルバ（Estanislau da Conceição Aleixo Maria da Silva、1952年8月4日 - ）は、東ティモールの政治家。2007年5月19日から2007年8月8日まで、東ティモールの首相代理を務めた。
1952年8月4日、ディリに生まれる。ディリ技科学校卒業。電気機械のエンジニアとしてリスボンに留学。1974年、フレティリンのリスボン支部創設メンバーとなる。そして、インドネシア占領期における外交活動の前線に立ち独立運動に貢献した。1999年に東ティモールに戻るまでの間、ポルトガル（1975年 - 1976年）、モザンビーク（1976年 - 1984年）、再びポルトガル（1984年 - 1985年）、オーストラリア（1985年 - 1999年）に住む。
東ティモールが2002年に独立後、同国初の農林水産大臣に任命された。2006年7月10日に、東ティモール初の副首相(第1副首相)になり、これを兼務する。この時の首相ラモス・ホルタが新大統領に選ばれ、2007年5月19日に代理の首相となり、農林水産大臣の任を退く。そして、2007年8月8日シャナナ・グスマンが首相となると彼は辞任した。2007年の国民議会の選挙において、フレティリンの候補者リストの9番目に記載され、議会の議席に再選された。
1999年、世界銀行東京会議の時に農業担当として来日したことがある。